# Nguyễn Sáng Vang
Nguyễn Sáng Vang (sinh ngày 18 tháng 8 năm 1957) là đại biểu Quốc hội Việt Nam khóa 12, khóa 13, thuộc đoàn đại biểu Tuyên Quang,
Phó Chủ nhiệm Ủy ban Kiểm tra Trung ương (từ tháng 1/2015).

## Tiểu sử
Nguyễn Sáng Vang sinh ngày 18 tháng 8 năm 1957 tại xã Lăng Can, huyện Lâm Bình, tỉnh Tuyên Quang, Việt Nam. Ông vốn người dân tộc Tày. Ông là thạc sĩ kinh tế, kỹ sư kinh tế nông nghiệp. Ông gia nhập Đảng Cộng sản Việt Nam ngày 21 tháng 5 năm 1986, ngày chính thức 21 tháng 5 năm 1987. Ông được Nhà nước Việt Nam tặng thưởng Huân chương Lao động hạng Ba (năm 2006); Huân chương Lao động hạng Nhì (năm 2010).